# Beecher Island Battleground Memorial

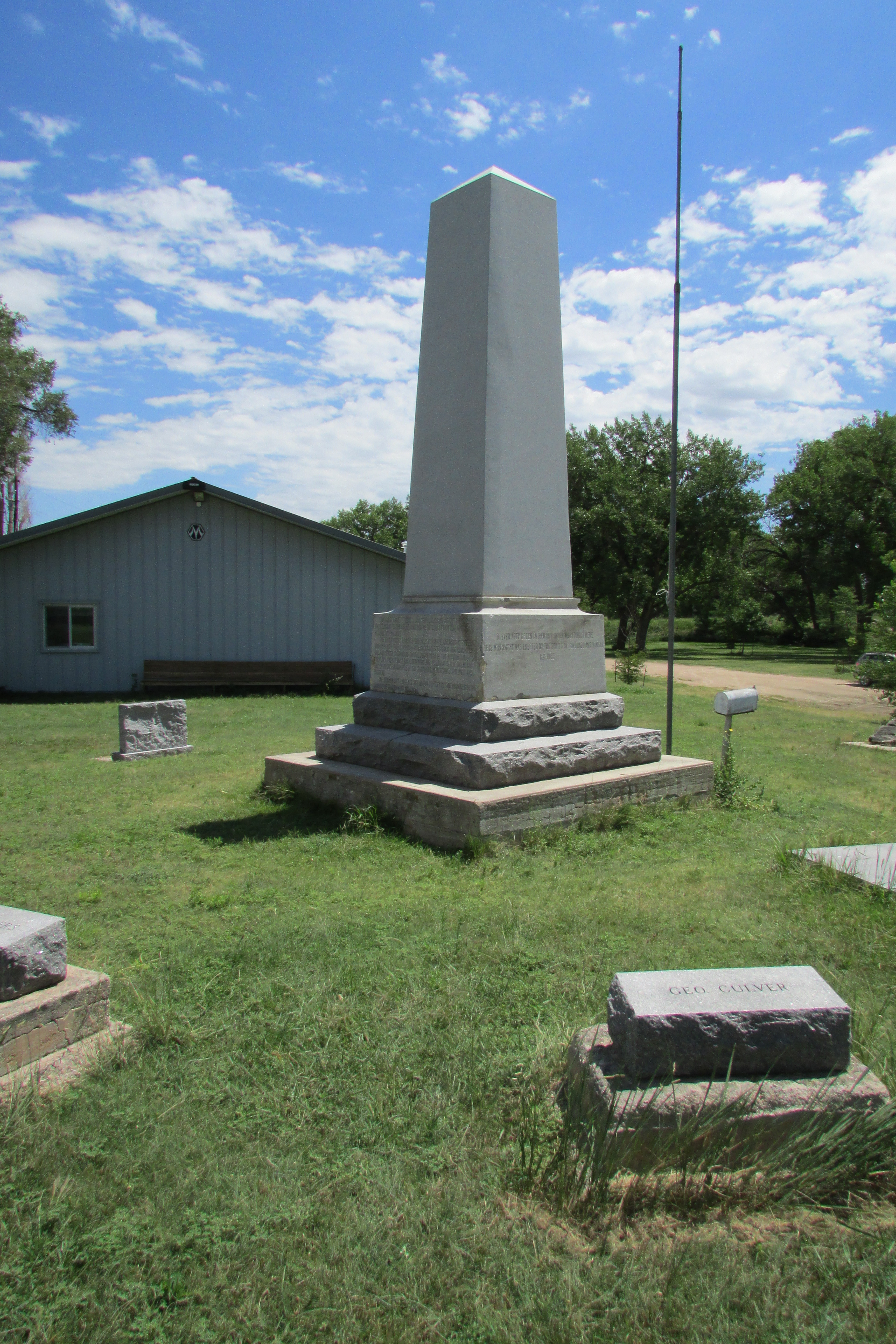
Beecher Island Battleground Memorial

Das Beecher Island Battleground Memorial liegt 26 km südöstlich von Wray im US-Bundesstaat Colorado. Es erinnert an den Kampf zwischen Indianern und einer Abteilung von zivilen Scouts unter dem Kommando von Colonel George A. Forsyth, der vom 17. bis 26. September 1868 auf einer Insel im Arickaree Fork des Republican River stattfand. Beecher Island wurde benannt nach Forsyth‘ Stellvertreter Leutnant Fredrick H. Beecher, der hier am 17. September 1868 im Kampf getötet wurde.
In späteren Jahren haben viele Männer zu Unrecht behauptet, sie hätten zu „Forsyth‘ Scouts“ gehört, da diese nach der Schlacht einen legendären Ruhm genossen. Die Namen der Männer, die am Arickaree Creek dabei waren, sind jedoch aus der Rekrutierungsliste von Major Inman bekannt. Sie wurden auf dem Denkmal verewigt, das am 17. September 1905 im Beisein von Veteranen der Schlacht am Ort des Gefechtes enthüllt wurde. Es wurden viele Versionen der Ereignisse von Männern erzählt oder geschrieben, die nicht dabei waren. Auch die Berichte der wirklichen Teilnehmer, die oft erst Jahrzehnte nach der Schlacht aufgezeichnet worden sind, weichen in vielen Details voneinander ab.

## Geschichte
In den 60er Jahren des 19. Jahrhunderts kam es im Westen des damaligen Kansas-Territoriums immer wieder zu Überfällen von Arapaho, Cheyenne und Sioux auf Siedler und den Postkutschenverkehr der Overland Stage Company. Um dem ein Ende zu bereiten, beauftragte General Sheridan Colonel George A. Forsyth vom 9. US Kavallerie-Regiment im August 1868 mit einer Strafexpedition gegen die Indianer. Sein Stellvertreter war Leutnant Fredrick  H. Beecher, ein Neffe von Henry Ward Beecher, vom 3. US Infanterie-Regiment.
In Fort Harker (bei Ellsworth, Kansas) und Fort Hays (bei Hays, Kansas) wurde eine Truppe aus erfahrenen Schützen aufgestellt, die als mutig und vertrauenswürdig galten. Major Henry Inman, der Quartiermeister von Fort Harker, erfasste 57 Männer in einer Rekrutierungsliste. Sechs der Männer sollten sich Forsyths Scouts erst in Fort Wallace anschließen. Durch ein Missverständnis erreichten sie Fort Wallace jedoch erst nach Forsyths Abmarsch.
Am 30. August 1868 verließ eine Truppe aus 51 Mann unter dem Kommando von Colonel Forsyth Fort Hays in Richtung Fort Wallace, das sie am 5. September erreichten. Dort schloss sich ihnen Dr. J. H. Mooers an (es scheint nicht geklärt zu sein, ob Dr. Mooers Militärarzt oder Zivilist war).
Am 10. September 1868 verließ Forsyth mit seinen Männern Fort Wallace in östlicher Richtung nach Sheridan, wo ein Überfall auf die Eisenbahn stattgefunden hatte. Von dort folgten sie der Spur der Indianer, deren Anzahl auf rund 25 geschätzt wurde, westwärts auf das Gebiet des heutigen Yuma County (Colorado) an einen Nebenarm des Republican River.
Am Abend des 16. September schlugen sie ihr Nachtlager am Ufer des Arikaree Fork des Republican River auf. Ihrem Lagerplatz gegenüber lag in der Mitte des Flusses, der zu dieser Jahreszeit kein Wasser führte, eine ca. 30 m lange Sandbank. Aus verschiedenen Anzeichen schlossen die erfahrenen Scouts, dass sich die Indianer ganz in der Nähe aufhielten, und zwar in beträchtlich größerer Anzahl als bisher angenommen.
Früh am nächsten Morgen griffen rund 750 Indianer an. Es gelang ihnen, einen Teil der Pferde und Maultiere der Scouts mit dem größten Teil des Proviantes davonzutreiben. Forsyth zog sich mit seinen Männer in eine bessere Position auf die Sandbank zurück. Drei der Scouts, die ihre Pferde verloren hatten, erreichten die Insel nicht. Sie gingen in einer Höhlung am Ufer des Flusses in Stellung, wo sie bis zum Abend ausharrten. Die Scouts, die die Insel erreicht hatten, gruben flache Löcher in den weichen Sand und verschanzten sich darin. Im Gegensatz zu den meisten Militäreinheiten jener Zeit verfügte die Truppe über Spencer-Repetiergewehre mit hoher Schussfolge, mit denen die Angreifer auf Distanz gehalten werden konnten.
Forsyth wurde gleich zu Beginn des Gefechtes durch Gewehrschüsse am Bein verwundet, von denen einer den Knochen zertrümmerte. Er kommandierte, in einem der Sandlöcher liegend, seine Männer. Die Indianer griffen den ganzen Tag über immer wieder an. Die Scouts wussten nicht mit Sicherheit, welchen Stämmen die Indianer angehörten, die an dieser Schlacht beteiligt waren. Ebenso wenig waren ihnen die Namen der Häuptlinge bekannt, die die Indianer anführten. Bei Anbruch der Dunkelheit zogen die Indianer sich zurück und nahmen ihre Toten und Verwundeten mit.
Auch die Scouts kümmerten sich um ihre Toten und Verwundeten. Leutnant Beecher war gefallen. Die Scouts George Culver und William Wilson waren tot und sieben weitere verwundet. Die Toten wurden in flachen Gräbern auf der Insel beigesetzt. Die Verwundeten konnten nicht medizinisch versorgt werden, da Dr. Mooers einen Kopfschuss erhalten hatte, an dem er in derselben Nacht starb. Alle Pferde und Maultiere waren tot. Die Belagerten hatten zwar noch reichlich Munition, mit Nahrung und Wasser sah es jedoch schlecht aus.
Forsyth beauftragte die Freiwilligen Jack Stillwell und Pierre Trudeau mit dem Versuch, sich zwischen den sie belagernden Indianer hindurchzuschleichen und Hilfe aus Fort Wallace zu holen. Sie sollten Colonel Bankhead eine Nachricht überbringen, in der Forsyth die Lage schilderte und um Verstärkung sowie einen Arzt bat. Er gab jedoch irrtümlicherweise an, sie würden am Delaware Creek belagert, was später zu einer Verzögerung der Rettung führte.
Stillwell und Trudeau verließen die Insel am 18. September vor Tagesanbruch. Sie kamen nur drei Meilen weit, bevor sie sich unter einer Böschung verbergen mussten, um die Dunkelheit abzuwarten. Als einzige Nahrung hatten sie Fleisch von den getöteten Pferden mitgenommen, das in der Hitze schnell verdarb. Dadurch wurden sie krank und konnten Fort Wallace erst nach vier Tagen, am 22. September 1868 erreichen.
Colonel Bankhead unterrichtete General Sheridan in Hays telegrafisch über die Lage. Dieser ordnete den sofortigen Abmarsch einer Hilfstruppe an. Colonel Bankhead schickte einen Boten nach Lake Station (in der Nähe von Cheyenne Wells) zu Colonel Carpenter mit der Anweisung, ebenfalls mit einer Truppe Forsyth zu Hilfe zu eilen. Gegen Mitternacht desselben Tages verließ Bankhead mit 100 Mann, einem Arzt und Stillwell und Trudeau als Führer Fort Wallace.
In der Zwischenzeit dauerten die Angriffe der Indianer auf die Insel an. Am Abend des 18. September beschloss man, zwei weitere Scouts nach Fort Wallace zu schicken, da man sich nicht sicher war, dass es Stillwell und Trudeau gelungen war, den Indianern zu entkommen. Zwei Männer namens Donovan und Whitney unternahmen diesen zweiten Versuch. Sie kehrten jedoch nach wenigen Stunden zurück und erklärten, es sei unmöglich, durch die Linien der Indianer zu gelangen.
Auch am dritten Tag der Belagerung hielten die Angriffe der Indianer an. Die Lage der Männer auf der Insel hatte sich dramatisch verschlechtert. Man hatte zwar inzwischen ein Wasserloch gegraben, aber als Nahrung stand nur noch verdorbenes Pferdefleisch zur Verfügung, und die Verwundeten brauchten dringend medizinische Versorgung. So unternahmen Donovan und Pliley noch einen Versuch, Hilfe zu holen, und diesmal gelang es ihnen. Sie erreichten Cheyenne Wells und fuhren von dort mit der Postkutsche nach Fort Wallace, wo sie am Mittag des 23. September 1868 eintrafen.
Der diensthabende Offizier schickte Donovan mit vier weiteren Männer als Führer zu Colonel Bankhead an den Republican River. Dort traf er auf Carpenter, der einen halben Tag mit der Suche nach Forsyths Scouts verloren hatte, da die Ortsangabe in Forsyths Nachricht an Colonel Bankhead falsch war. Carpenter teilte seine Truppe auf. Er selbst eilte unter Führung von Donovan mit 30 seiner schnellsten Reiter und dem Arzt, Dr. Fitzgerald, in einem Gewaltmarsch zum Arikaree River, wo er am späten Vormittag des 25. September 1868 eintraf. Die restliche Truppe mit den schweren Wagen sollte so schnell wie möglich folgen.
Carpenter fand Forsyths Scouts in ihren Sandlöchern, in denen sie vor den Geschossen der Indianer geschützt waren. Um ihre Stellung herum lagen die Kadaver der toten Pferde und Maultiere. Leutnant Beecher, Dr. Mooers und die Scouts Culver und Wilson waren begraben worden. Colonel Forsyth und 17 Scouts waren zum Teil schwer verwundet und seit mehr als einer Woche ohne medizinische Versorgung.
Carpenter ließ mehrere hundert Meter vom Schlachtfeld entfernt ein Zeltlager errichten, wo die Verwundeten versorgt werden konnten.
Am 25. September starb der Scout Lewis Farley an seinen Verletzungen und wurde auf der Insel begraben. 26 Stunden nach Colonel Carpenter traf Colonel Bankhead mit seinen Soldaten ein und kurz danach zwei Kompanien der 2. Kavallerie unter Colonel Brisbin.
Am 27. September machten sich alle auf den Rückweg nach Fort Wallace, wo sie am 30. September eintrafen.
Der Scout Thomas O’Donnell starb am 18. November 1868 in Fort Wallace an den Folgen der Verletzungen, die er in der Schlacht am Arikaree River erlitten hatte.
Später kehrte eine Abteilung von Soldaten auf das Schlachtfeld am Arikaree River zurück, um die sterblichen Überreste der Scouts zu bergen, die dort im September begraben worden waren. Die Leichen von Farley und Culver konnten geborgen werden. Sie wurden später auf dem Friedhof von Fort Wallace wieder beigesetzt. Die Gräber von Leutnant Beecher, Dr. Mooers und Wilson waren jedoch geplündert worden, wahrscheinlich von Indianern.
Laut Inschrift auf dem Denkmal fanden 75 Indianer den Tod, andere Quellen berichten von lediglich 30 getöteten Indianern. Eine unbekannte Anzahl wurde verwundet. Die Häuptlinge Medicine Man und Roman Nose fielen in dieser Schlacht.

## Das Denkmal
Im Jahre 1905 wurde am Ort der Schlacht auf der Insel im Arickaree Creek ein Denkmal in der Form eines Obelisken für die Männer errichtet, die hier gekämpft hatten. Als das Denkmal 1935 durch ein Hochwasser zerstört wurde, gingen die Listen mit den Namen der Gefallenen und Verwundeten, die im oberen Teil des Denkmals angebracht waren, verloren.

### Die Toten von Beecher Island
Leutnant Fredrick H. Beecher, † 17. September 1868
Dr. J.H. Mooers, † 17. September 1868
George W. Culver, † 17. September 1868
William Wilson, † 17. September 1868
Lewis Farley, † 25. September 1868

### Die Verwundeten von Beecher Island
Bvt. Col. G. A. Forsyth, W. Armstrong, G.B.Clark, J. Curry, H. Davenport, T.K. Davis, B. Day, H. Farley, R. Gantt, J. Harley, F. Harrington, J.H. Ketterer, W. H.H. McCall, H. Morton, T. O’Donnell, H.H. Tucker, F. Vilott
Die im Sockel des Denkmals angebrachten Platten konnten gerettet werden und wurden in ein neues Denkmal, das rund 180 m nördlich des alten Standortes errichtet wurde, integriert.

### Tafel auf der Westseite
„TO EVER KEEP GREEN IN MEMORY THOSE WHO FOUGHT HERE THIS MONUMENT WAS ERECTED BY THE STATES OF COLORADO AND KANSAS A.D. 1905.“

### Tafel auf der Südseite
„BATTLE OF BEECHER’S ISLAND FOUGHT SEPT. 17., 18. AND 19. A.D. 1868 BETWEEN COL. GEO. A. FORSYTH‘ COMPANY OF CITIZEN SCOUTS, NUMBERING 51 MEN, AND A LARGE PARTY OF INDIANS COMPRISING NORTHERN CHEYENNES, OGALLALAH AND BRULE SIOUX AND DOG SOLDIERS COMMANDED BY THE NOTED WAR CHIEF ROMAN NOSE. THE SCOUTS WERE SURROUNDED AND HELD ON THIS ISLAND FOR NINE DAYS, SUBSISTING ON HORSE AND MULE MEAT. INDIANS KILLED, 75; WOUNDED UNKNOWN. HERE ROMAN NOSE AND MEDICINE MAN FOUGHT THEIR LAST BATTLE.“

### Tafel auf der Nordseite
„THE FIRST NIGHT STILLWELL AND TRUDEAU, CRAWLING ON HANDS AND KNEES, STARTED FOR RELIEF; AND HIDING DAYS AND TRAVELING NIGHTS, REACHED FT. WALLACE. THE THIRD NIGHT, DONOVAN AND PLILEY STARTED, ARRIVING AT THE FORT. DONOVAN WITH FOUR OTHERS IMMEDIATELY STARTED BACK; AND COMMING UPON COL. CARPENTER’S COMMAND, ON THE SOUTH FORK OF THE REPUBLICAN, GUIDED THEM IN A TWENTY MILE DASH. REACHING THE ISLAND AT 10 A.M. THE NINTH DAY. 26 HOURS IN ADVANCE OF COL. BANKHEAD, WITH SCOUTS STILLWELL AND TRUDEAU. THE RETURNING TO FT. WALLACE WAS BEGUN SEPT. 27TH. THE WOUNDED BEING CARRIED IN GOVERNMENT WAGONS.“

### Tafel auf der Ostseite
UNINJURED
| T. ALDERDIS  |  | J. LYDEN     |  | C.C. PIATT     |  | W. STEWARD   |
| M. BURKE     |  | M.R. LANE    |  | A.G. PLILEY    |  | I. THAYER    |
| J. DONOVAN   |  | J. LANE      |  | W. REILLY      |  | P. TRUDEAU   |
| A.J. EUTSLER |  | M.R. MAPES   |  | T. RANAHAN     |  | C.P. WHITNEY |
| A. DUPONT    |  | T. MURPHY    |  | C. SMITH       |  | W. WILSON    |
| J. HURST     |  | H.T. McGRATH |  | J.S. STILLWELL |  | E. ZIGLER    |
| A.T. GROVER  |  | C.B. NICHOLS |  | S. SCHLESINGER |  |              |
| G. GREEN     |  | G. OAKES     |  | E. SIMPSON     |  |              |

Diese Liste enthält einen Fehler. William Wilson starb auf Beecher’s Island. Der Überlebende war John Wilson.